# Tom Verbeke
Tom Verbeke (13 giugno 1997) è uno sciatore alpino belga.

## Biografia
Attivo in gare FIS dal dicembre del 2013, Verbeke ha esordito in Coppa Europa il 14 gennaio 2016 a Radstadt/Reiteralm in supergigante (86º) e ai Campionati mondiali a Sankt Moritz 2017, dove si è classificato 9º nella gara a squadre e non ha completato lo slalom gigante e lo slalom speciale. Ha debuttato in Coppa del Mondo il 29 gennaio 2019 a Schladming in slalom speciale, senza completare la prova, e ai successivi Mondiali di Åre 2019 è stato 9º nella gara a squadre, non ha completato lo slalom speciale e non si è qualificato per la finale dello slalom gigante; a quelli di Cortina d'Ampezzo 2021 si è classificato 30º nello slalom gigante, 15º nella gara a squadre e non ha completato lo slalom speciale e a quelli di Courchevel/Méribel 2023 non ha completato lo slalom speciale.

## Palmarès

### Mondiali juniores
- 1 medaglia:
  - 1 bronzo (gara a squadre a Åre 2017)

### Coppa Europa
- Miglior piazzamento in classifica generale: 158º nel 2019

### Campionati belgi
- 12 medaglie:
  - 3 ori (supergigante nel 2015; slalom speciale nel 2017; slalom speciale nel 2023)
  - 5 argenti (supergigante, slalom gigante nel 2014; slalom speciale nel 2015; supergigante nel 2017; slalom speciale nel 2019)
  - 4 bronzi (slalom gigante nel 2015; slalom speciale nel 2016; slalom gigante nel 2017; slalom gigante nel 2019)